# Stockenweiler Weiher

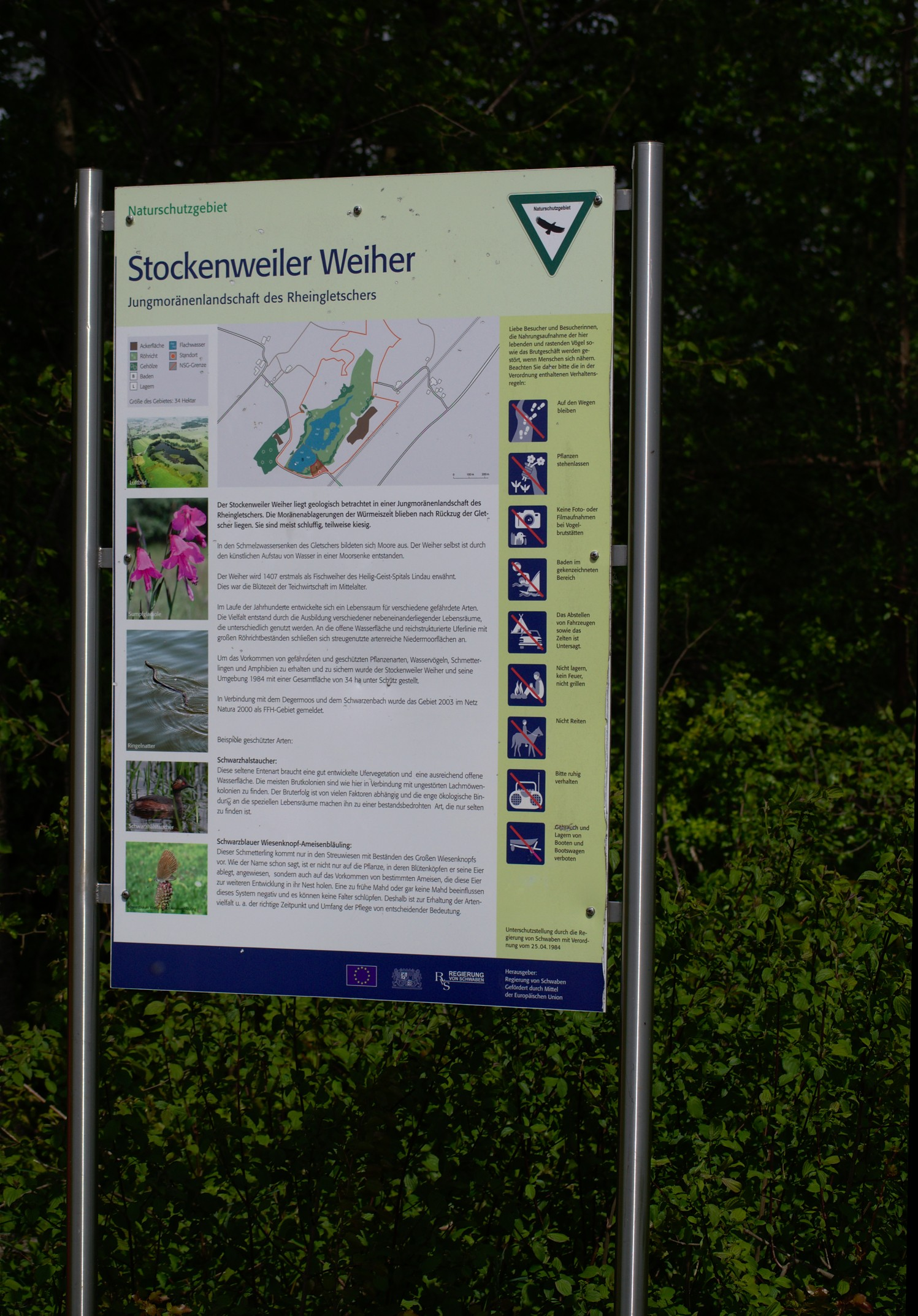
Hinweistafel

Der Stockenweiler Weiher liegt im Westallgäuer Hügelland zwischen den Ortsteilen Volklings und Stockenweiler in der Gemeinde Hergensweiler auf 525 m über NHN. Das künstlich gestaute Stillgewässer wurde erstmals 1407 als Fischteich des Heilig-Geist-Spitals Lindau erwähnt. Es liegt in einem kaltzeitlichen Rückzugsbecken des Rheingletschers. Neben Grundwasserströmen wird das Gewässer von einigen kleinen, zum Teil nur temporär wasserführenden Zuläufen und Entwässerungsgräben gespeist.
1984 wurde das Naturschutzgebiet Stockenweiler Weiher eingerichtet, das die Wasserfläche des Weihers und einige, röhricht- und weidenbewachsene Inseln, das Ufergebiet mit der ausgedehnten, mit Röhricht bewachsenen Verlandungszone, sowie angrenzende Niedermoorbereiche und Streuwiesen umfasst. Insgesamt stehen 34 ha unter Schutz. Das Naturschutzgebiet bildet zudem den südlichen Teil der im Jahre 2003 als FFH-Gebiet deklarierten, 2,3 km² großen Schutzzone Stockenweiler Weiher, Degermoos und Schwarzenbach. Der Weiher wird mit Fischen (Karpfen, Zander, Hecht) besetzt und fischereiwirtschaftlich genutzt; er ist aber auch natürlicher Lebensraum verschiedener Kleinfische, unter ihnen die Groppe.
Schutzziel ist die Erhaltung der reichhaltigen Tier- und Pflanzenwelt. Besonders schützenswert ist das Gebiet als Brutplatz verschiedener Wasservögel, wie Zwergdommel und Schwarzhalstaucher, sowie als Rastplatz einer großen Anzahl von Zugvögeln. Reichhaltig sind auch die Vorkommen von Amphibien und Reptilien, sowie von einigen, selten gewordenen Libellen-, Schmetterlings- und Heuschreckenarten.
An der Südseite des Weihers ist ein kleiner Uferabschnitt für „angepasste“ Freizeitaktivitäten reserviert. Nur in diesem Bereich darf auch gebadet werden.